# LGA 1200
Le LGA1200 (appelé également Socket H5) est un socket pour processeurs Intel sorti en 2020. Ce socket est apparu avec l'architecture Comet Lake qui succède à l'architecture Coffee Lake,.
Le LGA 1200 est conçu pour remplacer le LGA 1151 de 2015 (connu sous le nom de Socket H4). Le LGA 1200 est un socket LGA avec 1200 pastilles saillantes pour entrer en contact avec les plots du processeur. Il utilise une conception modifiée du LGA 1151, avec 49 broches supplémentaires, améliorant la distribution d’énergie et offrant une prise en charge des futures fonctionnalités d’E/S incrémentales. La position de la broche 1 reste la même que dans les processeurs de la génération précédente, mais la clé du socket est déplacée vers la gauche (auparavant, elle était à droite), ce qui rend les processeurs Comet Lake incompatibles à la fois électriquement et mécaniquement avec les puces précédentes.

## Dissipateur thermique
Les 4 trous pour fixer le dissipateur thermique à la carte mère sont placés dans un carré de 75 mm de côté pour les sockets Intel LGA 1156, 1155, 1150, 1151 et 1200. Leurs systèmes de refroidissement sont donc compatibles.